# 索爾山 (維內迪傑山脈)
47°2′54″N 12°25′13″E / 47.04833°N 12.42028°E

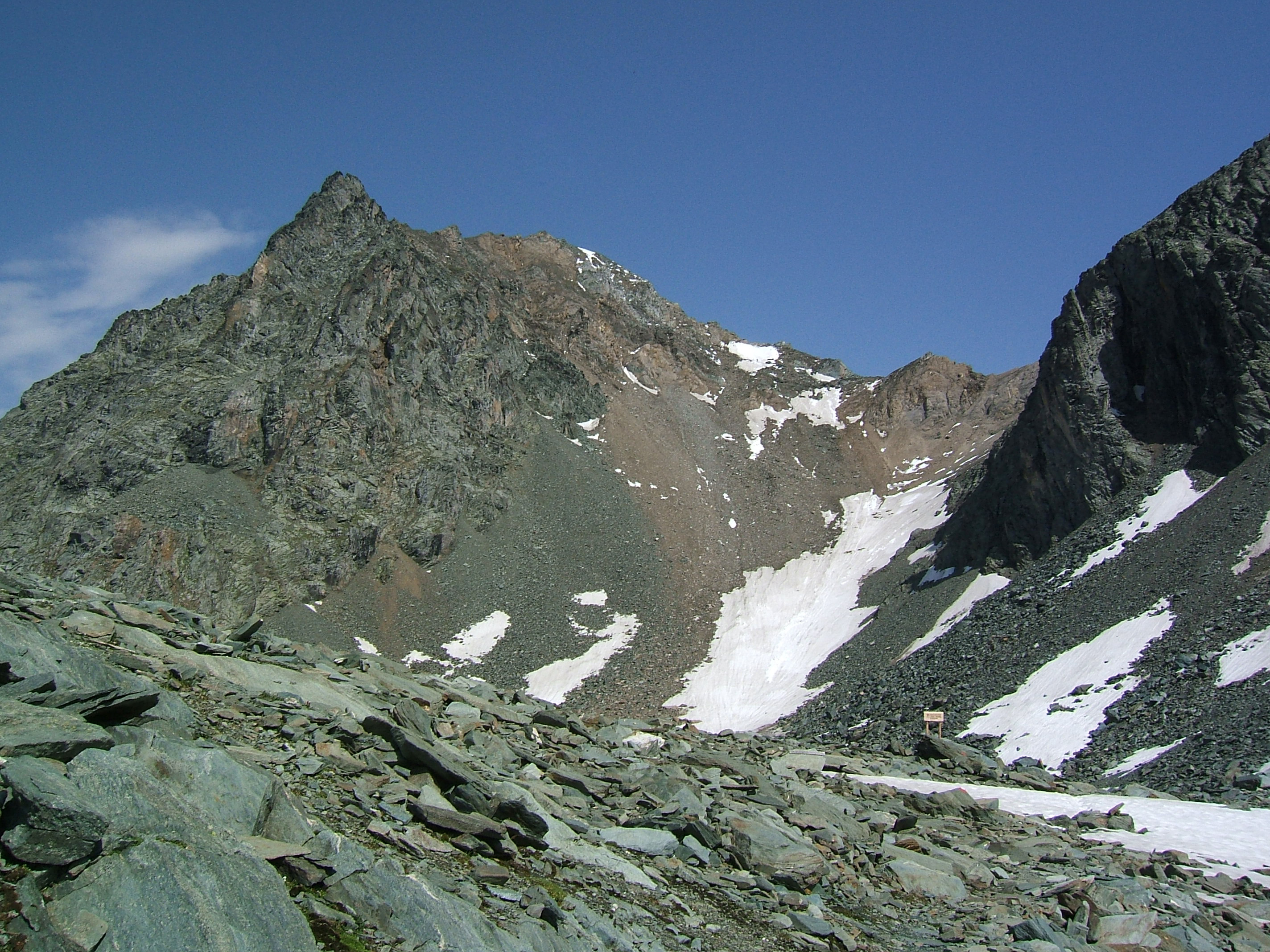

索爾山（德語：Säulkopf），是奧地利的山峰，位於該國西部，由蒂羅爾州負責管轄，屬於維內迪傑山脈的一部分，海拔高度3,209米，每年平均降雨量1,874毫米。